# Bryan Robson
Bryan Robson OBE (Chester-le-Street, Durham megye, 1957. január 11. –) angol válogatott labdarúgó, edző.

## Pályafutása
Bryan Robson 1957-ben született Északkelet-Angliában, pályafutását pedig a West Bromwich Albionban kezdte, a felnőtt csapatban 1975-ben mutatkozott be. Hat év után hagyta el első klubját, és követte edzőjét, Ron Atkinsont a Manchester Unitedhez. A nyolcvanas évek nem a legsikeresebben a klub történetében, de ez aligha Robson hibája volt. A szurkolóktól a Csodálatos Kapitány becenevet kapta sokoldalú, és bátor játéka miatt. Több sérülés is nehezítette pályafutását, tört el mindkét lába, a karja és az orra is. Jól látott a pályán , nagyszerűen kezelte a labdát, és kiválóan lőtt, fejelt. A brit futball egyik legsokoldalúbb középpályása volt. A csapatkapitányi karszalagot Ray Wilkins távozása után kapta meg, 1984-ben. Ebben a korszakban a United mindössze három FA-kupát (1983, 1985, 1990), és egy Kupagyőztesek Európa-kupája trófeát nyert. (1991) Végül több mint tízévnyi manchesteri szolgálat után, az akkor már Cantonával is megerősített csapat az 1992-93 idény végén megnyerte a bajnoki címet. A két utolsó idényében már csak 15-ször fért be a kezdő csapatba, főként sérülései miatt, de ha egészséges volt, akkor 37 évesen is motorja volt a középpályának. Összesen 461 tétmérkőzésen 98 gólt szerzett manchesteri mezben. 
Az angol labdarúgó-válogatottban összesen 90 alkalommal lépett pályára, és 26 gólt szerzett. Az 1982-es labdarúgó-világbajnokságon a francia válogatott ellen a 27. másodpercben betalált, húsz évig ez volt a gyorsasági rekord. 1996-ban, a hazai rendezésű labdarúgó-Európa-bajnokság idején a csapat pályaedzője volt.
Edzőként kétszer juttatta fel a Middlesbroughot az élvonalba, később dolgozott a West Bromwichnál, de megfordult Thaiföldön is.

## Sikerei
Manchester United FC
- Angol bajnok: 1992–93, 1993–94
- Angol labdarúgókupa győztes: 1983, 1985, 1990
- ligakupa győztes: 1993
- Angol labdarúgó-szuperkupa győztes: 1983, 1990, 1993
- KEK-győztes: 1991
- UEFA-szuperkupa győztes: 1991

## Fordítás
- Ez a szócikk részben vagy egészben  a   Bryan Robson című angol Wikipédia-szócikk fordításán alapul.  Az eredeti cikk szerkesztőit annak laptörténete sorolja fel. Ez a jelzés csupán a megfogalmazás eredetét és a szerzői jogokat jelzi, nem szolgál a cikkben szereplő információk forrásmegjelöléseként.

| Előző Martin Buchan | a Manchester United FC csapatkapitánya 1983–1994 | Következő Steve Bruce |